# Cuentos de hadas para dormir cocodrilos
Cuentos de hadas para dormir cocodrilos és una pel·lícula mexicana del director mexicà Ignacio Ortiz Cruz estrenada en 2002. Va obtenir el Premi Ariel a la millor pel·lícula el 2002.

## Sinopsi
La història de Mèxic, des de la Guerra de Reforma fins a la Revolució Mexicana i d'allí a l'actualitat, comptada a través dels ulls d'Arcàngel, un adult que té un fill autista i un pare amb poc temps de vida per davant.

## Repartiment
- Arturo Ríos		...	Arcángel / Miguel Arcángel
- Luisa Huertas		...	Isabel, la veïna
- Miguel Santana	...	Arcángel de jove
- Ana Graham		...	Teresa
- Dagoberto Gama		...	Domingo
- Leticia Gutiérrez		...	Asunción
- Baltimore Beltran	...	Gabriel
- Mayra Sérbulo	...	Refugio
- Natalia Traven		...	Soledad

## Premis
Va obtenir 7 de 14 nominacions en la cerimònia del XLIV edició dels Premis Ariel. Els premis obtinguts foren:
- Millor pel·lícula
- Millor direcció
- Millor actor (Arturo Ríos)
- Millor edició
- Millor música composta per a cinema
- Millor argument original
- Millor so